# Federazione di judo della Norvegia
La Norges Judoforbund (abbreviata in NJF) è l'organo che governa il judo in Norvegia.
La BJA fa parte del International Judo Federation ed è membro della European Judo Union. Organizza le manifestazioni judoistiche locali.
Nel 2002 la federazione norvegese ha dato vita ad un progetto "Judo for Peace" con intento di aiutare la federazione di judo dell'Afghanistan, ospitando giovani atleti afgani. L'obiettivo del progetto comprendeva anche aiutare le ragazze e le donne dell'Afghanistan. Nel 2004 una ragazza afgana di questo progetto, Freba Razzey, ha  partecipato alle un olimpiadi.

## Presidenti
- 1967-1969	Torkel Sauer
- 1970	Jon Dohl
- 1971-1972	Atle Lundsrud
- 1972-1973	Gunnar Foss
- 1974	Per Ingvoldstad
- 1975-1976	Odd Johnsen
- 1977-1979	Rune Neraal
- 1980-1983	Jan Frank Ulvas
- 1984-1986	Lars Nicolay Hvardal
- 1987-1991	Bjarne Heimdal
- 1991-1994	Arild Sabbia
- 1994-1999	Erik Otto Jacobsen
- 1999-2003	Alf Birger Rostad
- 2003-2009	Jan Eirik Schiøtz
- 2009-2014	Vibeke Thiblin